# Linia kolejowa Werejce – Hradzianka
Linia kolejowa Werejce – Hradzianka – linia kolejowa na Białorusi łącząca stację Werejce ze ślepą stacją Hradzianka.
Linia znajduje się w obwodzie mohylewskim.
Linia na całej długości jest jednotorowa i niezelektryfikowana.